# Hec Edmundson
Clarence Sinclair "Hec" Edmundson (3 de agosto de 1886 – 6 de agosto de 1964) fue un entrenador estadounidense de baloncesto y de pista y campo.
Nacido en Moscú, Idaho y graduado en 1910 de la Universidad de Idaho, Edmundson entrenó en su alma mater (1916–18) y en la Universidad de Washington (1920–47), logrando un récord general de 508–204 (.713) en 29 temporadas.
Edmundson también entrenó a los equipos de atletismo y formó parte del Comité de Baloncesto de la NCAA desde 1941 hasta 1946. La Universidad de Washington fue sede de las finales nacionales de baloncesto de la División I en 1949 y 1952 en el pabellón que lleva su nombre.

## Apodo
Edmundson recibió su apodo de su madre: cuando era niño, solía murmurar: "Oh, heck".

## Carrera universitaria y olímpica

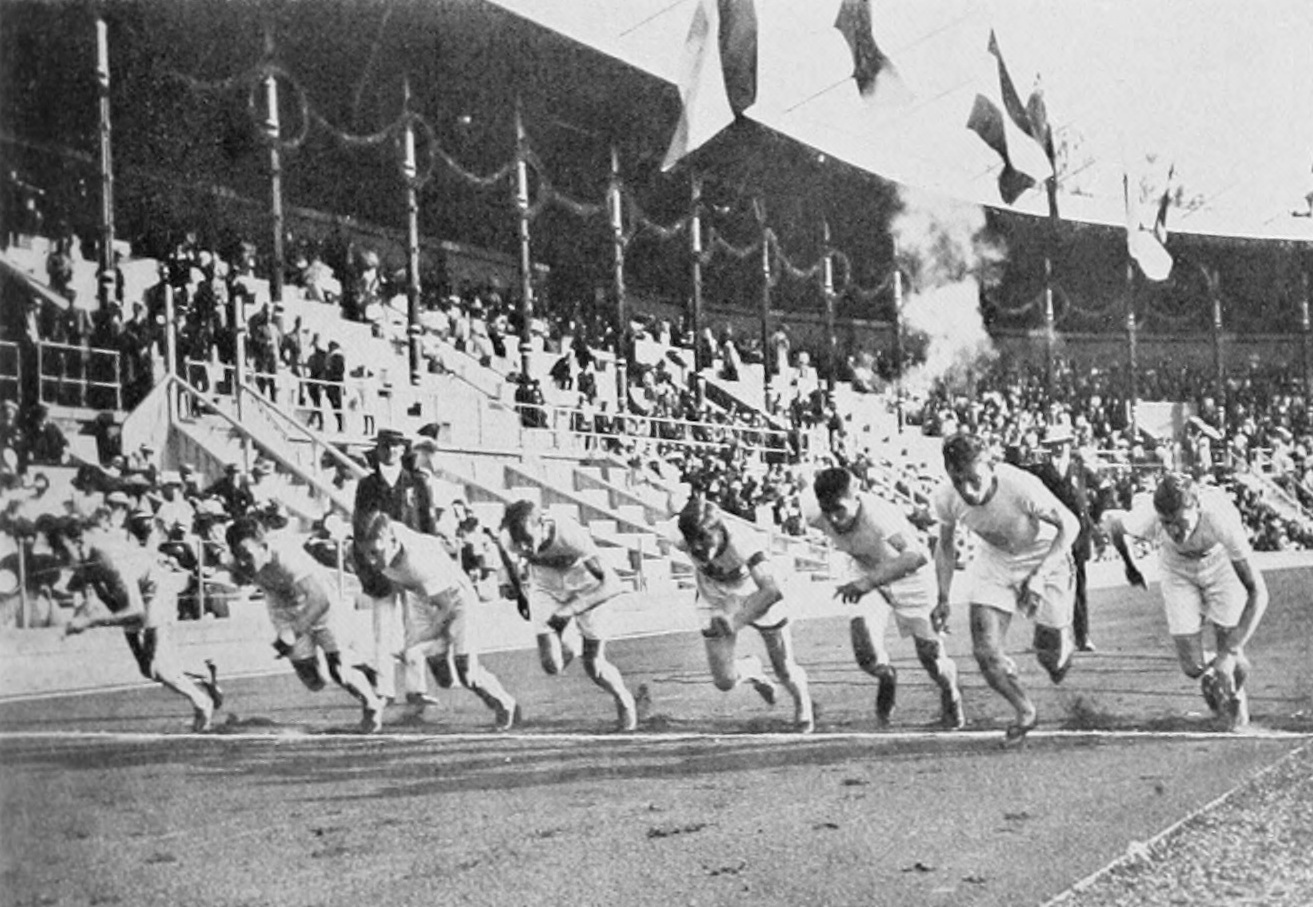
Final de los 800 m en los Juegos Olímpicos de 1912; Edmundson es el segundo desde la derecha

Uno de los primeros grandes atletas de la naciente Universidad de Idaho en Moscú, Edmundson compitió en atletismo para la universidad de su ciudad natal, y llevó al equipo a la escena nacional cuando él y otros dos atletas viajaron a los Juegos de la Exposición Lewis y Clark contra las mejores escuelas del Noroeste. Mientras aún estaba en la escuela secundaria del UI, estableció el récord del Noroeste en la media milla en junio de 1905.
Los periódicos escribieron que Edmundson "impresionó con su forma elegante y su determinación inquebrantable". Fue responsable de organizar el equipo de campo a través de Idaho en 1908, lo que sentó las bases para un equipo que ganaría nueve títulos de la Pacific Coast Conference. En 1908, Edmundson viajó a la Stanford para las pruebas olímpicas del oeste de los Estados Unidos, donde ganó los 800 metros y quedó segundo en los 400 metros, pero no logró formar parte del equipo olímpico. Más tarde, ostentó el título de mejor corredor de media milla del país hasta 1912. Edmundson se convirtió en el primer idahoense en competir en los Juegos Olímpicos en Estocolmo en 1912. Terminó séptimo en los 800 metros y sexto en los 400 metros.
Edmundson asistió a la escuela secundaria del UI y fue miembro fundador del nuevo capítulo de la fraternidad Kappa Sigma como estudiante universitario. Obtuvo una licenciatura en agricultura en Idaho en 1910, y luego enseñó y entrenó a nivel de secundaria, un año en Coeur d'Alene y Broadway High School en Seattle. Regresó a Moscú para entrenar al equipo de atletismo del UI en 1913.

## Carrera como entrenador
Después de varias temporadas como entrenador de atletismo en Idaho, dejó el puesto tras una disputa salarial y entrenó en Whitman College en la cercana Walla Walla por una temporada. Regresó a Idaho como entrenador de atletismo y baloncesto en 1916, y sus equipos de baloncesto lograron un récord de 20–9 en dos temporadas. Fueron estos equipos de baloncesto los primeros en la UI en ser conocidos como los Vandals; el apodo se aplicó finalmente a todos los equipos deportivos de la universidad a principios de la década de 1920.
Después de una temporada de atletismo en Texas A&M, se dirigió a Seattle para entrenar a los Washington Huskies, donde se le atribuye la creación del estilo de ofensiva de contraataque rápido, que él mismo atribuyó a su experiencia en atletismo. Entrenó baloncesto hasta marzo de 1947 y continuó como entrenador de atletismo durante otros siete años.

## Pabellón Hec Edmundson

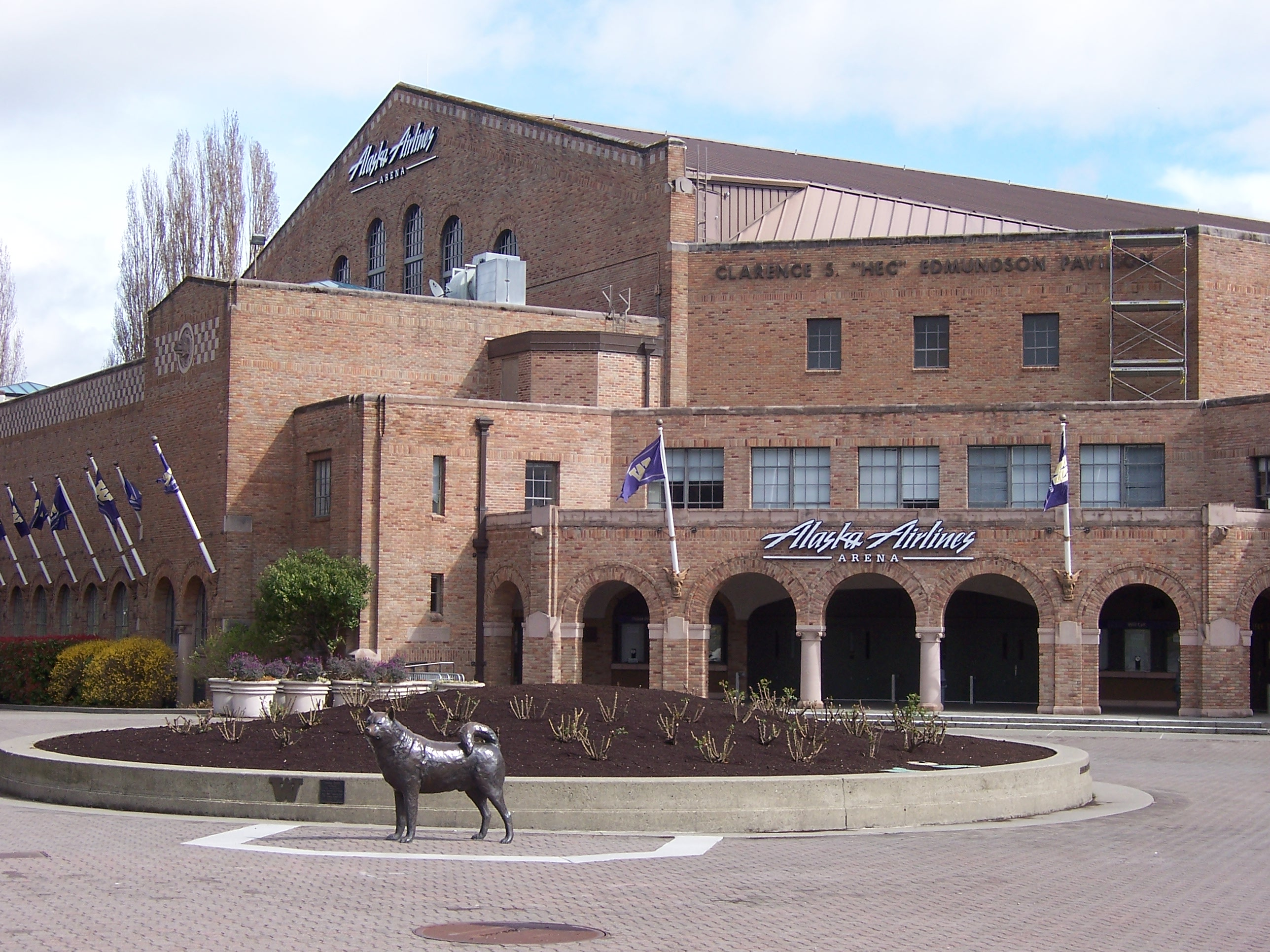
"Hec Ed" en 2012

El Pabellón de la Universidad de Washington, un recinto multiusos que se inauguró en diciembre de 1927, fue renombrado "Hec Edmundson Pavilion" en su honor en enero de 1948. En marzo de 1999, "Hec Ed" experimentó una importante renovación interior durante 19 meses y reabrió en noviembre de 2000.

## Tumba
Edmundson murió de un derrame cerebral en agosto de 1964 a la edad de 78 años, y fue enterrado en el Cementerio de Calvary en el noreste de Seattle, aproximadamente a una milla (1,5 km) al nornoreste del Pabellón Hec Edmundson. Está enterrado junto a su esposa Mary Zona Schultz (1887–1980), su hijo James (1924–2000), y un hijo infante (1921) (47°40′02″N 122°17′40″O / 47.66733, -122.29431). Edmundson fue incluido póstumamente en el Big W Club, el salón de la fama de atletismo de la Universidad de Washington, en la primera clase de 1979.
Los padres de Edmundson fueron Thomas Sinclair Edmundson (1854–1898) y Emma Jeannette Rowley (1858–1930), ambos enterrados en Moscow. Su hermano menor fue Wilbur Clifford Edmundson, quien enseñó horticultura en la UI y más tarde trabajó para el Departamento de Agricultura en Washington D. C..